# Dangerous Minds
Dangerous Minds  is een Amerikaanse film uit 1995 van Don Simpson en Jerry Bruckheimer. De regie was in handen van John N. Smith. De film is gebaseerd op het boek "My posse don't do homework" van LouAnne Johnson.
In de film wordt de rol van LouAnne Johnson gespeeld door Michelle Pfeiffer. Ze is lerares op een middelbare school in een achterbuurt van Californië. Haar leerlingen zijn bijzonder ongemotiveerd en ze heeft er dan ook grote moeite mee om contact te leggen met de leerlingen. Uiteindelijk lukt dat haar, hoewel ze wordt tegengewerkt door de rector van de school.
Op het soundtrackalbum van deze film staat de wereldhit Gangsta's Paradise van Coolio.

## Rolverdeling
| Acteur             | Personage       |
| ------------------ | --------------- |
| Michelle Pfeiffer  | LouAnne Johnson |
| George Dzundza     | Hal Griffith    |
| Courtney B. Vance  | George Grandey  |
| Robin Bartlett     | Carla Nichols   |
| Bruklin Harris     | Callie Roberts  |
| Renoly Santiago    | Raul Sanchero   |
| Wade Dominguez     | Emilio Ramirez  |
| Beatrice Winde     | Mary Benton     |
| Lorraine Toussaint | Irene Roberts   |
| John Neville       | kelner          |
| Marcello Thedford  | Cornelius Bates |
| Roberto Alvarez    | Gusmaro Rivera  |
| Richard Grant      | Durrell Benton  |
| Marisela Gonzales  | Angela          |
| Norris Young       | Kareem          |
| Karina Arroyave    | Josy            |
| Paula Garcés       | Alvina          |
| Raymond Grant      | Lionel Benton   |
| Ivan Sergei        | Huero           |
| Gaura Vani         | Warlock         |
| Cynthia Avila      | Mrs. Sanchero   |
| Roman Cisneros     | Mr. Sanchero    |
| Camille Winbush    | Tyeisha Roberts |
| Al Israel          | Santiago        |
| Jeffrey Garcia     | Raoul           |